# Hlíðarendi (Stadion)
Hlíðarendi ist ein Mehrzweck-Stadion in Reykjavík, Island. Es ist das Heimstadion der Abteilungen Fußball, Basketball und Handball des Sportvereins Valur Reykjavík. Das Stadion hat eine Kapazität für 2.465 Personen, davon 1.201 Sitzplätze. Das Indoor-Feld hat 1300 Sitzplätze.

## Geschichte
Der Baubeginn des Stadions erfolgte im Jahr 2004. Am 7. September 2007 wurde das Indoor-Stadion eröffnet. Das außen liegende Fußballstadion wurde am 8. Mai 2008 eröffnet. Es trug den Namen Vodafone von 2007 bis in das Jahr 2015. Im Juni 2018 unterzeichnete der Verein einen Fünfjahresvertrag mit Origo, womit das Fußballstadion in Origovöllurinn und das Handball-/Basketballstadion in Origo-höllin (Origo-Arena) umbenannt wurde.
Bekannt ist Hlíðarendi als Hofstätte und Wohnort von Gunnar und seiner Frau Hallgerður aus der Njáls saga.